# White light/White heat (album)
White light/White heat is het tweede album van de Amerikaanse experimentele rockgroep The Velvet Underground uit 1968. Het was het laatste album van de groep waaraan multi-instrumentalist John Cale heeft bijgedragen, die niet veel later uit de groep werd gezet door Lou Reed.

## Album
Na de tegenvallende verkoop van het debuutalbum, The Velvet Underground & Nico, verloor de groep hun band met Andy Warhol. Bijna het gehele najaar van 1967 was de band op tournee. In veel van hun optredens brachten ze uitgebreide stukken lawaaierige improvisatie, iets wat later een belangrijk element zou worden in de muziek op White light/White heat. Uiteindelijk brak de band met zowel Andy Warhol als Nico, en nam de groep zijn tweede album op met een nieuwe producer. De opnames duurden amper twee dagen, en leverden een merkbaar andere stijl dan het debuutalbum. Het verscheen even op de Amerikaanse Billboard Top 200-hitlijst, waar het kortstondig de 199ste plek bezette. Ondanks de lage verkoopcijfers werd het geluid – vol distortion, feedback en getypeerd door een ruwe opnameklank – een belangrijke invloed op latere punk en experimentele rock.

### Nummers
Bijna elk nummer op het album kent experimentele of avantgarde-elementen. In The gift zegt John Cale een kort verhaal op in het ene stereokanaal, terwijl op terzelfder tijd door het andere een luid instrumentaal rocknummer weerklinkt. I heard her call my name valt op door zijn distortion en gebruik van feedback.
De teksten van Lou Reed handelen vaak over druggebruik en seksuele absurditeiten, zoals Lady Godiva's operation over een mislukte lobotomie van een travestiet en het titelnummer White light/White heat dat het gebruik van amfetamines verheerlijkt.
Het laatste nummer op het album is Sister Ray, waarin Reed een verhaal over totale losbandigheid brengt, terwijl de groep 17 minuten lang improviseert met een jamsessie gebaseerd op drie akkoorden.

### Albumcover
De albumcover van White light/White heat toont wazig een tatoeage van een schedel. De afbeelding werd gefotografeerd, uitvergroot en vervormd door Billy Name, een van de leden van Andy Warhols Factory. De tatoeage valt moeilijk te onderscheiden doordat deze zwarte afbeelding op een nauwelijks lichter zwarte achtergrond is afgedrukt.
In het Verenigde Koninkrijk verscheen eind jaren 70 en begin jaren 80 bij MGM ook een cover met een witte achtergrond met abstracte speelgoedsoldaatjes.

## Tracks
| Nr. | Titel                   | Schrijvers/componisten    | Duur |
| --- | ----------------------- | ------------------------- | ---- |
| 1.  | White light/White heat  | Reed                      | 2:47 |
| 2.  | The gift                | Reed/Morrison/Cale/Tucker | 8:18 |
| 3.  | Lady Godiva's operation | Reed                      | 4:56 |
| 4.  | Here she comes now      | Reed/Morrison/Cale        | 2:04 |

| 5.                 | I heard her call my name | Reed                      | 4:38  |
| 6.                 | Sister Ray               | Reed/Morrison/Cale/Tucker | 17:27 |
| Totale duur: 40:13 |                          |                           |       |

## Bezetting en medewerkers

### The Velvet Underground
- Lou Reed - zang, gitaar, piano
- John Cale - vocals, elektrische altviool, orgel, basgitaar
- Sterling Morrison - zang, gitaar, basgitaar
- Maureen Tucker - percussie

### Technische medewerkers
- Tom Wilson - producer
- Gary Kellgren - recording engineer
- Val Valentin - director of engineering
- Bob Ludwig - mastering